# 朱健梗
朱健梗（1500年7月24日—1569年9月15日），字貞亮，號介翁，明朝魯藩東阿王府奉國將軍，管理東阿王府事，東阿端懿王朱泰壄之曾孫，鎮國將軍朱陽鋑之孫，輔國將軍朱當渤的庶長子。

## 生平
弘治十三年六月二十九日（1500年7月24日）出生。弘治十八年（1505年）二月，獲賜名健梗。後封奉國將軍。
嘉靖四十三年（1564年），東阿康惠王朱當滰去世。因其無子，東阿王的封爵被廢除，後由朱健梗管理東阿王府事。
隆慶三年八月初五日（1569年9月15日），朱健梗去世，享年七十歲。

## 家庭

### 妻
- 任氏，封淑人。

### 子孫
- 長子：鎮國中尉朱觀煹
  - 孫：朱頤墻
- 第二子：鎮國中尉朱觀爤
  - 孫：朱頤塏
  - 孫：朱頤培
  - 孫女：宗女，配劉濟民
  - 孫女：宗女，配厲懷仁
- 長女：井陘鄉君，儀賓丁文
- 第二女：陵川鄉君，儀賓王從訓[4]

## 墓葬
朱健梗葬於兗州府北東白里（今山東省濟寧市兗州區酒仙桥街道豆腐店村一帶）。壙志於2001年征集於豆腐店村，現藏於兗州博物館。